# 경호고등학교
경호고등학교(鏡湖高等學校)는 경상남도 산청군 금서면 화계리에 있는 공립 고등학교이다.

## 학교 연혁
- 1953년 6월 10일: 경호고등공민학교 설립인가
- 1955년 6월 20일: 경호중학교로 교명 변경
- 1971년 6월 7일: 현 신축 교사로 이전
- 1981년 11월 25일: 경호고등학교 설립인가(6학급)
- 1982년 3월 4일: 경호고등학교 개교
- 1994년 3월 1일: 고등학교 학칙 변경(보통과 3학급 인가)
- 2000년 3월 1일: 경호중·고등학교 통합
- 2017년 2월 10일: 제33회 고등학교 졸업(총 졸업자 수 1,410명)
- 2017년 3월 2일: 2017학년도 신입생 입학(고등학교 2명)
- 2018년 2월 28일: 폐교 및 산청고등학교로 통합[1], 36년만에 폐업

## 참고 자료
- 경호고등학교 - 한국교육학술정보원 학교알리미